# 重子不對稱性
重子不對稱性是在物理宇宙學一個重要的問題，就是为什麼在宇宙中，重子（重子是構成質子、中子等粒子）的數量比反重子多？根據在現在的宇宙誕生的理論來看，粒子的數量應該和反粒子的數量一樣多，而粒子會和反粒子湮滅產生光子（也就是電磁辐射），因此宇宙應該是完全由電磁波構成的，而不會有任何的物質，但我們知道事實不是這樣，因此出現許多的理論出來解釋，其中可能是；宇宙有分許多不同的地區，有些地區是被物質佔據，而其他的地區則是反物質，這些地區的之間建的距離很遠，要不然不同地區的粒子就會互相湮滅，於是展開觀察反物質的行動，但情況並不樂觀，到2007年5月都沒由任何比氦重的反原子核被觀測到。因此這個問題還有待其他物理學家解決。

## 薩哈羅夫要件
1967年，安德烈·德米特里耶维奇·萨哈罗夫提出了三個要件，而所有產生重子且使得物質和反物質有不同生成速率的交互作用，都必須滿足這些條件，薩哈羅夫是受到當時新近發現的宇宙背景輻射與K介子系統中出現的CP破壞的啟發，而出現這些想法的。
以下是薩哈羅夫提出的三個要件：
- 重子數（{\displaystyle B}）守恆的破壞。
- 電荷共軛對稱與CP對稱的破壞。
- 在熱力學平衡之外的交互作用。

### 重子數守恆的破壞
一般認為，重子數守恆的破壞是讓重子的產生得以遠多於反重子的必要關鍵，但電荷共軛對稱的破壞也是必要的，而電荷共軛對稱的破壞，使得生成重子多於反重子的交互作用，不至於受到生成反重子多於重子的交互作用所抵銷；類似地，CP破壞也是必要的，不然的話，宇宙應該會生成數量相等的左手性重子與右手性反重子。最後，這些交互作用必須在不處於熱平衡的條件下進行，不然的話CPT對稱會使得增加和減少重子數的交互作用彼此補償。
截至目前為止，尚未有實證證據顯示說在某些交互作用中，重子數守恆會因微擾而受到破壞，而這顯示說任何觀察到的粒子交互作用，在之前和之後都有一樣的重子數；而在數學上，（微擾）標準模型的哈密頓算符與重子數量子算符的交換子為零：{\displaystyle [B,H]=BH-HB=0}；然而，已知標準模型中重子數守恆只會在非微擾的狀況下受到破壞：全局U(1)反常。為了解釋重子生成時的重子數守恆破壞，大統一理論（GUTs）和超對稱模型（SUSY）等常常會假定此類的事件（包括質子衰變）可透過X玻色子等假想的高質量玻色子發生。

### CP對稱的破壞
這其中第二個條件，也就是CP對稱的破壞，簡稱CP破壞。CP破壞指的是電荷以及宇稱守恆的破壞，這過程使得一個過程在物質與反物質上可以不同的速率進行。在標準模型中，CP破壞是弱交互作用的卡比博-小林-益川矩阵（CKM矩陣）中的一個複雜的相；而在理論上，龐蒂科夫-牧-中川-坂田矩陣（PMNS矩陣）中也有可能有非零CP破壞的相存在，但現在尚未測量PMNS矩陣中的類似現象。
CP破壞已於1964年發現，在一系列的物理現象中，第一個出現破壞的是在吳健雄的吳氏實驗中觀察到的宇稱破壞，之後在1964年的菲奇－克罗宁實驗（Fitch–Cronin experiment）中，CP破壞得到確認，而菲奇與克罗宁兩氏也在1980年得到諾貝爾物理獎（直接的CP破壞，也就是CP對稱的破壞，則之後在1999年發現）。由於CPT對稱的緣故，CP對稱的破壞也必然導致時間反演對稱的破壞。然而盡管標準模型允許CP破壞，但因為重子數破壞的限制之故，CP破壞不足以解釋目前宇宙中觀察到的重子不對稱，也就是說源自超越標準模型的物理學的現象是必要的。
在近期，在大型強子對撞機上進行的LHCb合作實驗的最初三年的運行（這實驗起於2010年三月）中，人們發現了一個可能的新的CP破壞的來源。這實驗分析了Λ粒子（Λb0）及其反粒子的衰變模式，並比較了其衰變產物，而其資料顯示出高達CP破壞敏感量20%的不對稱性，而這指出了CP破壞的存在，而這分析需要大型強子對撞機之後的運行以得到確認。

### 在熱力學平衡之外的交互作用
在最後一個條件，也就是熱力學不平衡的場景中，生成重子不對稱的反應，其速率必須低於宇宙膨脹的速率，在這情境下，粒子與其對應的反粒子會因為宇宙快速膨脹的緣故，而無法達到熱平衡，並進而導致成對湮灭發生的可能降低。

## 其他的解釋

### 反物質主導的區域
另一個解釋重子不對稱性的方法是假定物質和反物質基本上存在於宇宙中不同且彼此距離遙遠的區域中。人們一開始假定反物質銀河的存在可以解釋這種不對稱性，而這是因為從遠處看，反物質原子與物質原子無法區辨、兩者皆以同樣的方式發光之故；然而，在物質區和反物質區的交界處所發生的物質湮滅（及其產生的伽瑪射線）是可觀察到的，而其強度取決於這現象發生的距離及該區的物質與反物質密度而定。如果這樣的邊界存在的話，它必定存在於星際空間的深處，而已知銀河間的星際空間的物質密度大約為每立方米一顆原子；在假定物質區和反物質區邊界附近的原子密度也是如此的狀況下，物質湮滅產生的伽瑪射線的光度是可計算出來的。截至目前為止，人們尚未觀測到如此的區域，但這三十年來的研究已讓人們知道這邊界會有多遠，而目前研究的結果認為在可觀測宇宙中不太可能會有以反物質為主的區域存在。

### 電偶極矩
任何基本粒子中存在的電偶極矩，都會導致宇稱和時間反演對稱性的破壞，有鑑於此，電偶極矩的存在會導致粒子和反粒子以不同的速率演化，並導致現今所觀察到的物質與反物質不對稱。現今有許多實驗旨在測量各種物理粒子的電偶極矩；然而，迄今為止，所有的測量都指出電偶極矩不存在，而這些實驗為一個物理模型所能容許的對稱破壞的量，設下了精確的限制。目前對電偶極矩最精確的限制於2014年由ACME合作實驗給出，這實驗以一氧化釷分子的脈衝光測量電子的電偶極矩。

### 鏡像反宇宙

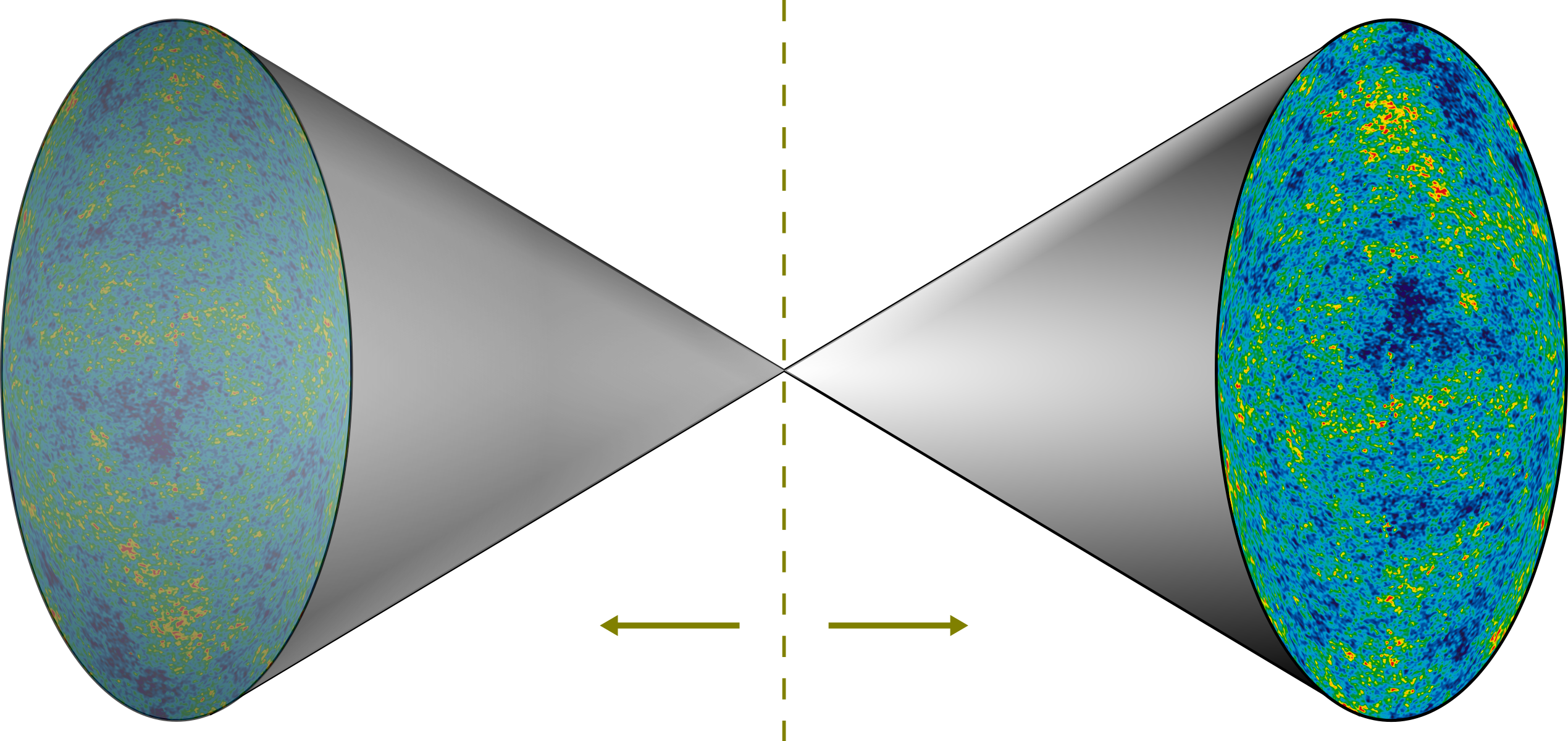
大霹靂生成了一對宇宙和反宇宙，在我們的宇宙中，時間向前流動；而在我們宇宙的反宇宙中，時間向後流動。

就現有的知識，宇宙的狀態並未違背CPT對稱，而這是因為不論從古典角度或量子力學的角度來看，大霹靂都可視為同時包含一個宇宙─反宇宙對的雙向事件之故；而這表示我們的宇宙在電荷（C）、宇稱（P）和時間（T）方面是某個反宇宙的鏡像。這對自大霹靂誕生的宇宙並不直接進入炎熱且由輻射主導的時代，而其中反宇宙會自大霹靂開始沿著反向的時間軸發展，在這（反）方向上越變越大並以反物質為主，這宇宙的時空性質與我們的宇宙相比剛好顛倒，就如在真空中出現的電子─正子對一般。這個由加拿大圓周理論物理研究所發展出來的模型指出，宇宙背景輻射的溫度波動式由於宇宙大霹靂附近時空的量子性所造成的；也就是說，在我們宇宙的遙遠未來以及反宇宙的遙遠過去會存在一個古典定點，而在這兩點中間會存在所有可能的量子輪換，而量子不確定性使得我們的宇宙及其反宇宙不會是彼此完全的鏡像。
這模型並未展示出其是否能解釋宇宙在大尺度上的一致性等與暴脹理論相關的觀測；然而，這模型為暗物質提供了一個自然且直觀的解釋，而這是因為在如此的宇宙─反宇宙對中，會存在大量的超大質量中微子，而這類的中微子又被稱為惰性中微子，而惰性中微子可能是近期觀測到的高能宇宙射線爆發的來源。

## 重子不對稱參數
重子生成的核心問題是什麼導致了宇宙中物質多於反物質，以及這不平衡的程度，這其中一個重要的量化指標是「不平衡參數」，其公式如下：
{\displaystyle \eta ={\frac {n_{B}-n_{\bar {B}}}{n_{\gamma }}}}
在此nB與nB分別表示重子與反重子的數量密度，而nγ則是宇宙背景輻射光子的數量密度。
根據大爆炸模型，在絕對溫度大約3000K時候，物質與宇宙背景輻射退耦合，而這表示當時的平均動能大約為3000 K / (10.08×103 K/eV) = 0.3 eV；在退耦合後，宇宙背景輻射的總光子數大致保持恆定，因此隨著時空的膨脹，其光子密度降低，而在平衡溫度T下每立方公分的光子密度由下式給出：
{\displaystyle n_{\gamma }={\frac {1}{\pi ^{2}}}{\left({\frac {k_{B}T}{\hbar c}}\right)}^{3}\int _{0}^{\infty }{\frac {x^{2}}{e^{x}-1}}\operatorname {d} x={\frac {2\zeta (3)}{\pi ^{2}}}{\left({\frac {k_{B}T}{\hbar c}}\right)}^{3}\approx 20.3\left({\frac {T}{1{\text{K}}}}\right)^{3}{\text{cm}}^{-3}}
在其中，kB是波茲曼常數，ħ是普朗克常数除以2π與真空中的光速c後的值，而ζ(3)則是阿培里常数。由於當今宇宙背景輻射的溫度為2.725 K之故，因此當今宇宙背景輻射光子的密度nγ大約為每立方公分有411顆宇宙背景輻射光子。
由於這些理由，因此可以認為，上面給出的不平衡參數η不是「最好」的參數，而更好的不平衡參數涉及熵密度s，其公式如下：
{\displaystyle \eta _{s}={\frac {n_{B}-n_{\bar {B}}}{s}}}
熵密度在宇宙演化的過程中相對保持恆定，而宇宙的熵密度可由下式給出：
{\displaystyle s\ {\stackrel {\mathrm {def} }{=}}\ {\frac {\mathrm {entropy} }{\mathrm {volume} }}={\frac {p+\rho }{T}}={\frac {2\pi ^{2}}{45}}g_{\text{⁎}}(T)T^{3}}
在其中，p與ρ分別為能量密度張量Tμν給出的壓力與密度；而g⁎則是在溫度為T（至少在於mc2 ≪ kBT的情況下）時的「無質量」粒子的有效自由度數量，此外，對於在溫度分別為Ti與Tj時，有著gi與gj的自由度的玻色子和費米子而言，
{\displaystyle g_{\text{⁎}}(T)=\sum _{\mathrm {i=bosons} }g_{i}{\left({\frac {T_{i}}{T}}\right)}^{3}+{\frac {7}{8}}\sum _{\mathrm {j=fermions} }g_{j}{\left({\frac {T_{j}}{T}}\right)}^{3}}
在當下，s = 7.04 nγ。